# Fritz Tobias
Fritz Tobias (* 3. Oktober 1912 in Charlottenburg; † 1. Januar 2011 in Hannover) war ein deutscher Autor und Ministerialbeamter. Er war zuletzt Ministerialrat im Niedersächsischen Innenministerium, wo er der Abteilung Verfassungsschutz Niedersachsen angehörte. In den 1960er Jahren wurde er durch seine Aussagen zum Reichstagsbrand bekannt.

## Leben
Tobias wuchs in Berlin als Sohn eines sozialdemokratischen Porzellanmalers auf. 1926 zog die Familie nach Hannover. In den 1920er Jahren absolvierte Tobias eine Buchhändlerlehre. Er hatte zwei Brüder, die nach 1945 in der DDR lebten.
1933 verlor er nach eigenen Angaben seine Stellung als Gehilfe bei einer sozialdemokratischen Volksbuchhandlung und arbeitete dann von 1934 bis 1940 als Kanzleivorsteher bei Rechtsanwälten in Hannover. Im April 1940 wurde Tobias zum Militärdienst eingezogen und nahm bis 1945 am Zweiten Weltkrieg teil. Von 1940 bis 1942 tat er Dienst in den besetzten Niederlanden (Ortskommandanturen Rotterdam, Roermond, Arnheim sowie in Dordrecht, Gorinchem und Hilversum). Von 1942 bis 1943 war er in Stettin stationiert, 1943 in Südrussland (Nowo Alexandrowka und Minsk) und von 1944 bis 1945 in Italien (Pesaro, Rimini, Ravenna, Ancona). Seit Juli 1942 hatte er den Rang eines Feldwebels. Eigenen Angaben zufolge erlitt er im Krieg mehrere Verwundungen, zuletzt im April 1945 in Norditalien. Im April 1945 kam er in oder bei Ancona in amerikanische Kriegsgefangenschaft. In dieser verblieb er bis Ende 1945.
Von verschiedener Seite – so von Harry Schulze-Wilde – wurde später die Behauptung laut, Tobias habe während des Krieges der Geheimen Feldpolizei angehört, was Tobias als „frei erfunden“ von sich wies. Von ihm angekündigte gerichtliche Klagen wegen „ehrabschneidender Anwürfe“ machte Tobias ebenso wenig wahr wie die von ihm in Aussicht gestellte Veröffentlichung seiner Militärakte bei der Deutschen Dienststelle. Alexander Bahar behauptete in einer Publikation von 2016, er habe von einem Bekannten Tobias’ namens Friedrich Winterhager erfahren, dass Tobias ihm erklärt habe, dass er während des Krieges „truppenpolizeiliche Aufgaben“ in den besetzten Niederlanden in einem Wehrmachtsstab ausgeübt habe, u. a. einige Male an der Fahndung nach Deserteuren teilnehmen habe müssen und dabei das Abzeichen der Feldpolizei getragen habe.
Im Januar 1946 kehrte er nach Hannover zurück, wo er seine Mitgliedschaft in der SPD erneuerte.

### Karriere im öffentlichen Dienst des Landes Niedersachsen (1946 bis 1974)
1946 trat Tobias in den öffentlichen Dienst ein. In den ersten Nachkriegsjahren war er unter anderem an der Entnazifizierung in Niedersachsen beteiligt. Im Minderheitenbericht des 4. Parlamentarischen Untersuchungsausschusses vom 7. Dezember 1954 heißt es, er sei 1946/1947 stellvertretender Vorsitzender eines Hauptausschusses für Entnazifizierung gewesen und 1947 als Referent in das Niedersächsische Ministerium für die Entnazifizierung gekommen.
Der Spiegel-Redakteur Peter-Ferdinand Koch gab 2011 an, dass der britische Secret Intelligence Service (SIS) Tobias in der Gefangenschaft rekrutiert und Ende 1945 „in das niedersächsische Innenministerium bugsiert“ habe, wo er im Auftrag der Briten „hohe SS-Offiziere verhört“ habe, um dem SIS auf Basis dieser Vernehmungen „kompetente NS-Nachrichtendienstler“ zu empfehlen. Dies habe Tobias zum Beispiel im Fall von Horst Kopkow getan. Besondere Förderung soll er zudem durch Karl Hoffmann erhalten haben, der von 1947 bis 1950 als Staatskommissar für die Entnazifizierung in Niedersachsen amtierte und 1950 Ministerialrat im Niedersächsischen Innenministerium war. Tobias kannte ihn seit den frühen 1930er Jahren.
1951 wurde Tobias als Referent für Nachrichtenpolizei (TO. A III) in das Niedersächsische Ministerium des Innern übernommen, kurz danach leitete er das Polizeireferat. 1952 wurde er zum Regierungsrat unter Berufung in das Beamtenverhältnis vorgeschlagen. Diese Ernennung wurde jedoch aus beamtenrechtlichen Bedenken der Staatskanzlei zunächst zurückgestellt, da seine Vorbildung nicht geeignet erschien, ihm eine leitende Stellung in einem Ministerium zu übertragen. Spätestens 1954 war er Leiter eines wichtigen Polizeireferates im Ministerium.  Hersch Fischler zufolge war Tobias als Referent mit dem Aufbau der Nachrichtenpolizei Niedersachsen betraut.
1955 wurde Tobias im Polizeireferat aufgrund seiner Verwicklung in eine Intrige abgelöst und zum Referat Katastrophenschutz/Zivilschutz zwangsversetzt. Nach der Rückkehr von Friedrich Wilhelm Kopf in das Amt des Ministerpräsidenten erlebte er einen Karriereschub: Vom 1. Juli 1959 bis zu seiner vorzeitigen Pensionierung im Alter von 62 Jahren zum 1. Januar 1975 war er im Verfassungsschutz Niedersachsen tätig, der in Niedersachsen zeitweise als Landesamt für Verfassungsschutz und länger als Abteilung des Innenministeriums organisiert war.
Im Verwaltungsdienst wurde er schließlich bis zum Ministerialrat befördert.

### Forschungen zum Reichstagsbrand
Öffentlich bekannt wurde Tobias als Autor der elfteiligen Serie „Stehen Sie auf, van der Lubbe!“, die 1959/60 im Spiegel erschien. Darin und in seinem 1962 erschienenen Buch zum Reichstagsbrand vertrat Tobias die bis heute umstrittene These, der niederländische Anarchokommunist Marinus van der Lubbe sei beim Reichstagsbrand am 27. Februar 1933 Alleintäter gewesen. Dabei stützte er sich u. a. auf die Aussagen des damals ermittelnden Kriminalkommissars und späteren SS-Sturmbannführers Walter Zirpins sowie eigene Untersuchungen. Tobias’ Spiegel-Serie zum Reichstagsbrand wurde von dem vormaligen Pressechef im NS-Außenministerium Paul Karl Schmidt redigiert. Peter-Ferdinand Koch behauptet, Tobias habe die Kontakte von Paul Karl Schmidt zum Spiegel hergestellt.
Tobias wurde zu seinem 95. Geburtstag am 3. Oktober 2007 unter anderem mit einem großen Artikel der Hannoverschen Allgemeinen Zeitung gewürdigt, der hervorhob, dass er mit seiner Alleintäterthese „die deutsche Historikerschaft in zwei Lager teilt“. Am Neujahrstag 2011 verstarb Tobias im Alter von 98 Jahren in Hannover. „Zeitlebens schimpfte er auf seine Widersacher“, schrieb Der Tagesspiegel in seinem Nachruf.
In jüngerer Zeit äußerte der Journalist Anton Maegerle Kritik an Tobias, dieser habe „Kontakte zu rechtsextremen Kreisen“ gepflegt, beispielsweise mit dem Holocaust-Leugner David Irving in Verbindung gestanden. 1998 war er Beiträger für die Festschrift „Wagnis Wahrheit. Historiker in Handschellen?“ zu Ehren Irvings und stellte sich 2007 dem rechtsextremen österreichischen Magazin Die Aula für ein Interview zur Verfügung.

## Nachlass
Nach Tobias’ Tod wurde sein Privatarchiv zunächst von seiner Lebensgefährtin verwaltet. Nachdem auch diese 2013 gestorben war, einigte sein Sohn sich mit dem Bundesarchiv darauf, Tobias’ Unterlagen an dieses zu übereignen.
Von 2015 bis Herbst 2017 ordnete und systematisierte das Bundesarchiv den Nachlass. Aus rund 3000 übergebenen Ordnern wurde nach der Aussortierung und Kassierung von Doubletten und nicht archivwürdigem Material, so z. B. anderweitig überlieferte Zeitungsausschnitte und Material zu wissenschaftlich uninteressanten Themen, eine zeitgeschichtliche Sammlung mit 723 Akteneinheiten gebildet, die seit 2018 als Zeitgeschichtliche Sammlung 163 (Zsg 163) im Bundesarchiv zur Benutzung zugänglich ist.
Im Juli 2019 fand sich in Tobias’ Papieren eine eidesstattliche Erklärung des SA-Angehörigen Martin Lennings aus dem Jahr 1955, die die These des Einzeltäters beim Reichstagsbrand zu widerlegen scheint. Nach Auffassung des Redaktionsnetzwerks Deutschland ignorierte Tobias dieses Dokument, um seine Theorie der Einzeltäterschaft nicht zu gefährden und so Karrieren ehemaliger Nationalsozialisten zu schützen.

## Privates
Tobias war verheiratet und hatte einen Sohn. Nach dem Tod seiner Ehefrau lebte er in seinen letzten Lebensjahren mit der Witwe des Journalisten Hans-Jürgen Wiehe zusammen. 2002 trat er aus der SPD aus.

## Schriften
Artikel-Serie
- „Stehen Sie auf, van der Lubbe!“ Der Reichstagsbrand 1933 – Geschichte einer Legende. In: Der Spiegel 43, 21. Oktober 1959, S. 45–60, sowie Fortsetzungen 44 (1959), 45 (1959), 46 (1959), 47 (1959), 48 (1959), 49 (1959), 50 (1959), 51 (1959), 52 (1959) und 1 (1960)

Monographien
- Der Reichstagsbrand. Legende und Wirklichkeit. Grote, Rastatt 1962.
- (mit Karl-Heinz Janßen): Der Sturz der Generäle. Hitler und die Blomberg-Fritsch-Krise 1938. C. H. Beck, München 1994, ISBN 3-406-38109-X.
- (mit Fred Duswald): Polit-Kriminalfall Reichstags-Brand. Legende und Wirklichkeit. Grabert Verlag, Tübingen 2011, ISBN 978-3-87847-264-3.

Aufsätze
- Der angebliche »positive Beweis« für die NS-Brandstifterschaft durch die »wissenschaftliche Dokumentation«, Band 2. In: Uwe Backes, Karl-Heinz Janßen, Eckhard Jesse, Henning Köhler, Hans Mommsen, Fritz Tobias: Reichstagsbrand – Aufklärung einer historischen Legende. Piper, München/Zürich 1986, ISBN 3-492-03027-0, S. 115–166.
- Auch Fälschungen haben lange Beine. Des Senatspräsidenten Rauschnings „Gespräche mit Hitler“. In: Karl Corino (Hrsg.): Gefälscht! Betrug in Politik, Literatur, Wissenschaft, Kunst und Musik. Greno, Nördlingen 1988, S. 91–105.
- Ludendorff, Hindenburg, Hitler. Das Phantasieprodukt des Ludendorff-Briefes vom 30. Januar  1933. In: Uwe Backes, Eckhard Jesse, Rainer Zitelmann (Hrsg.): Die Schatten der Vergangenheit. Impulse zur Historisierung des Nationalsozialismus. Propyläen, Frankfurt am Main 1990, S. 319–343.